# Akodontini
Die Akodontini sind Nagetiere aus der Familie der Wühler (Cricetidae), die in Südamerika vorkommen. Die Gruppe hat den Rang einer Tribus und ist nach den Oryzomyini die diverseste Gruppe in der Unterfamilie Sigmodontinae. Das Verbreitungsgebiet umfasst fast ganz Südamerika mit Ausnahme des südlichen Patagonien und des größten Teils von Chile. Im Amazonasbecken ist die Gruppe vergleichsweise artenarm.

## Merkmale
Die meisten Arten der Akodontini sind kleine bis mittelgroße Mäuseartige. Das Durchschnittsgewicht liegt bei 40 g. Einige Arten sind viel größer, z. B. kann die Wollige Riesenratte (Kunsia tomentosus) ein Gewicht von mehr als 500 g erreichen. Die meisten Arten haben einen gedrungenen oder spindelförmigen Körper, relativ kurze Beine und abgerundete, mittelgroße bis kleine Ohren. Das Rostrum ist relativ lang, der Hirnschädel ist abgerundet und die Stirnhöhlen sind gut entwickelt. Die Augen sind klein bis mittelgroß. Der Schwanz ist kürzer als die Kopf-Rumpf-Länge. In der Regel sind die Tiere dunkel gefärbt und die Bauchseite ist nicht auffallend heller als die Rückenseite. Eine Ausnahme ist hier die Andenratte. Die meisten Arten sind Allesfresser oder Insektenfresser und ihr Verdauungssystem ist nicht spezialisiert. Der Dickdarm ist kurz und hat in der Regel weniger als 15 % der Länge des Dünndarms. Der Blinddarm ist kurz oder nicht vorhanden.

## Lebensweise
Bezüglich ihrer Lebensweise sind die Akodontini eine sehr vielfältige Gruppe. Viele Arten leben unterirdisch grabend und ähneln in ihrem Erscheinungsbild den Wühlmäusen (z. B. die Gattungen Akodon und Necromys) oder den Spitzmäusen (z. B. die Gattung Blarinomys). Es gibt jedoch auch große rattenartige Formen mit semiaquatischer Lebensweise, z. B. die Gattung Scapteromys. Keine Art der Akodontini hat sich aber an eine kletternde, baumbewohnende Lebensweise angepasst. Nur eine Art, die Andenratte, lebt in den Anden, obwohl vermutet wird, dass die Gruppe zwischen dem späten Miozän und dem frühen Pliozän in den Anden entstanden ist und sich von da mehrmals nach Osten verbreitet hat.

## Gattungen

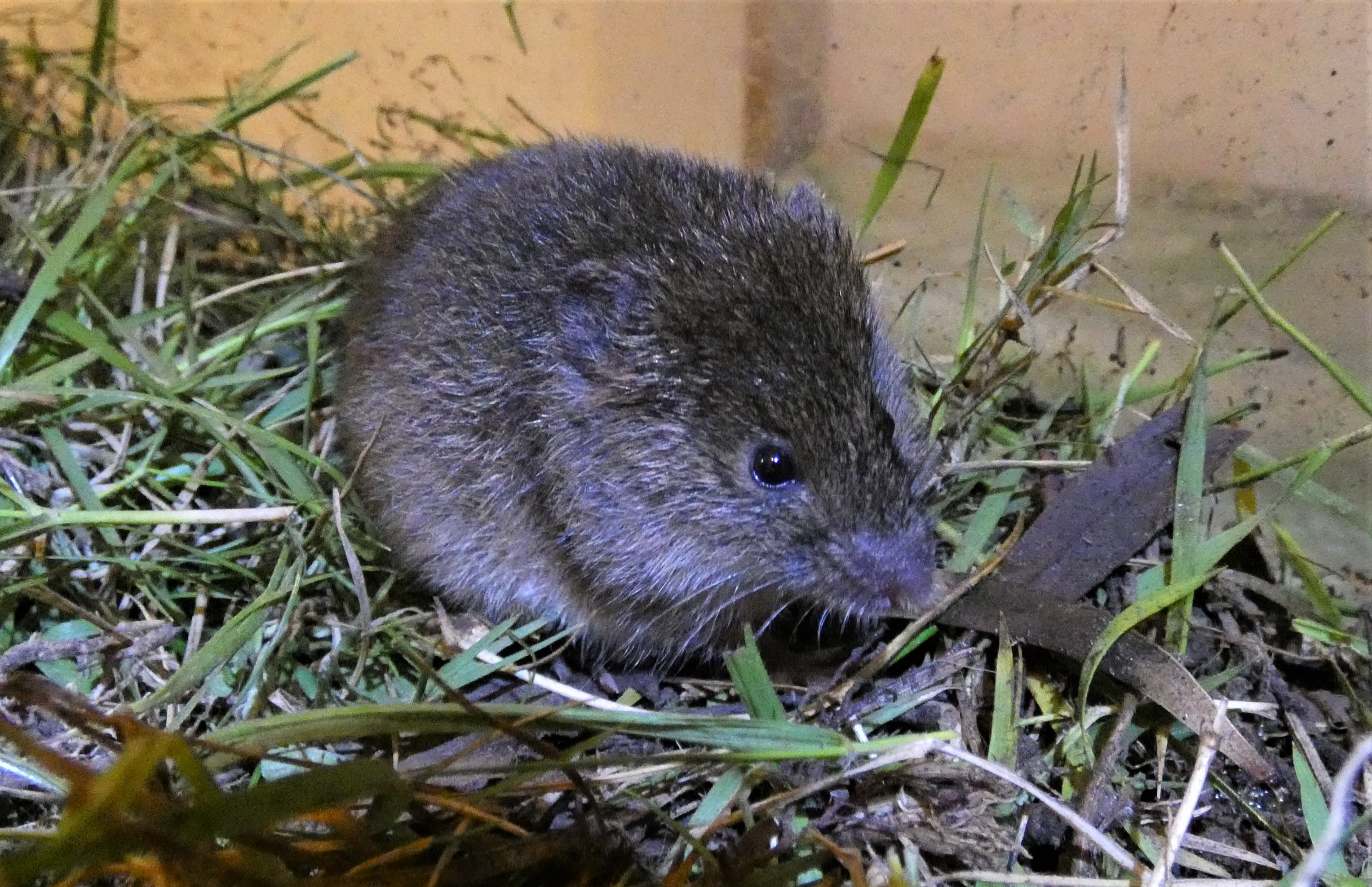
Kemp-Feldmaus (Deltamys kempi)

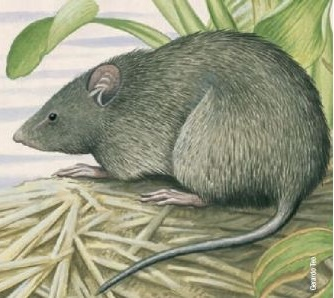
Gyldenstolpe-Riesenreisratte (Gyldenstolpia fronto)

Zum Tribus Akodontini gehören 16 Gattungen:
- Südamerikanische Feldmäuse oder Graslandmäuse (Akodon), 38 Arten
- Karminnasenratten oder Pinknasenmäuse (Bibimys), 3 Arten
- Brasilianische Spitzmausratte (Blarinomys breviceps)
- Brucies (Brucepattersonius), 3 Arten
- Serra-do-Mar-Grasmaus (Castoria angustidens)[2]
- Deltamys, 2 Arten
- Gyldenstolpia, 2 Arten
- Maulwurfsmäuse (Juscelinomys), 3 Arten
- Südamerikanische Riesenratten (Kunsia), 2 Arten
- Andenratte (Lenoxus apicalis)
- Necromys, 7 Arten
- Grabmäuse (Oxymycterus), 15 Arten
- Roraima-Maus (Podoxymys roraimae)
- Sumpflandratten (Scapteromys), 2 Arten
- Cerrado-Mäuse (Thalpomys), 2 Arten
- Schwarze Feldmaus (Thaptomys nigrita)

## Belege
1. 1 2 3  James L. Patton, Ulyses F. J. Pardiñas und Guillermo D’Elía (Hrsg.): Mammals of South America, Volume 2 Rodents. University of Chicago Press, 2015, ISBN 978-0-226-16960-6. S. 291–292.
2. ↑  Ulyses F. J. Pardiñas, Lena Geise, Karen Ventura, Gisele Lessa: A new genus for Habrothrix angustidens and Akodon serrensis (Rodentia, Cricetidae): again paleontology meets neontology in the legacy of lund. August 2016, Mastozoologia Neotropical 23(1):93-115